# Arrêt Bordier
L'affaire Bordier est un arrêt de la Chambre criminelle de la Cour de cassation française du 22 décembre 1966 portant sur la question du secret professionnel.

## L'arrêt
Dans cette affaire la Cour de cassation, examine un arrêt antérieur de la Cour d'assises lequel approuvait un médecin, la doctoresse T, qui avait refusé de produire un témoignage demandé par la patiente dudit médecin et la concernant.

Dans son arrêt, la Cour de cassation a notamment statué que 
« en réponse au conclusions déposées au nom de l'accusée, tendant à ce que la doctoresse T... soit relevée par la Cour du secret professionnel et entendue sur les faits au sujet desquels elle a déclaré ne pouvoir déposer, la Cour a dit, par arrêt incident, n'y avoir lieu d'y faire droit, au motif que l'obligation au secret professionnel, établie et sanctionnée par l'article 378 du code pénal pour assurer la confiance nécessaire à l'exercice de certaines professions ou de certaines fonctions, s'impose aux médecins comme un devoir de leur état qu'elle est générale et absolue et qu'il n'appartient à personne de les en affranchir ; Attendu qu'en statuant ainsi, la cour, loin d'avoir violé les textes visés au moyen, a fait, au contraire, une exacte application de l'article 378 du code pénal... »
.

## Commentaire
L'arrêt Bordier fait partie d'une longue série d'arrêts similaires soutenant la thèse du caractère « absolu » du secret professionnel, qui remonte à l'affaire Watelet du 19 décembre 1885. Toutefois, il présente un intérêt particulier, la levée du secret ayant été demandée par la personne bénéficiaire du secret elle-même, la patiente du médecin. Cette thèse est en opposition à la thèse « relativiste » du secret professionnel. Selon cette dernière, l'argument principal avancé par la thèse absolutiste, à savoir la défense de l'intérêt public, ne saurait être supérieur à l'intérêt privé. Dès lors que plus aucun intérêt privé n'est susceptible d'être protégé, p.ex. si la levée du secret est demandée par l'intéressé lui-même, le secret n'a plus de valeur absolue, d'autant que la conduite et la bonne administration de la justice présente aussi un intérêt tant privé que public. Outre la notion d'intérêt public, les tenants de l'absolutisme invoquent qu'une relativisation du secret professionnel aurait pour effet d'introduire des incertitudes et hésitations dans ce chapitre important du droit, car ses limites deviendraient difficiles à cerner.